# Teagan Presley
Teagan Presley (Houston, 24 juli 1985, echte naam: Ashley Ann Erickson) is een Amerikaanse pornoactrice.

## Biografie
Ashley Ann is de oudste dochter van zes kinderen, en helpt mee met het opvoeden van haar drie broers en twee zusters. Haar artiestennaam Teagan Presley is afkomstig van de koosnaam "Teagan", zoals haar ouders haar regelmatig noemden en een hommage aan Lisa Marie Presley.
Op haar zevende begon Ashley Ann met dansen en gymnastiek. Op haar 15e verhuisde ze met haar ouders naar San Diego en vertegenwoordigde de Verenigde Staten regelmatig bij dans en gymnastiekevenementen in Duitsland en Denemarken. Ook nam ze deel aan de bekende Star Power Talent Competition en Showstopper American Dance Championships in de Verenigde Staten. Op haar 17e behaalde ze haar diploma aan de Fallbrook High School.

### Carrière
Eveneens op haar 17e ging Ashley Ann samenwonen met haar eerste vriend, die al haar geld opmaakte dat ze eerder in een wedstrijd had gewonnen. Ze brak met haar ouders nadat deze haar adviseerden snel een baan te gaan zoeken. Ze vond op internet een agent die naaktmodellen zocht. Deze haalde haar over om in pornografische films te gaan spelen. Haar eerste pornofilm als Teagan Presley was "Just over Eighteen".
Ze acteerde in ruim 70 pornofilms in de daaropvolgende acht maanden, inclusief anale scènes.
Najaar 2004 tekende ze een exclusief driejarig contract met porno-productiestudio Digital Playground. Teagan Presley heeft sindsdien regelmatig gezegd dat ze via porno wraak heeft willen nemen op haar ex-vriend.
Teagan Presley verschijnt ook regelmatig op televisie. In 2004 trad ze op in de The Howard Stern Show met mede pornoactrice Cytherea. Beiden zaten in een jury om meisjes te beoordelen die ook de stap in de porno-industrie wilden maken. In 2005 trad ze op als lid van de "Pussy Patrol" in de televisieshow Entourage, uitgezonden door het betaal-tv kanaal HBO.
Teagan Presley verliet Digital Playground om samen met haar toenmalige echtgenoot, pornoacteur Tyler Wood haar eigen website en productiebedrijf te starten.

### Privé
Presley heeft twee dochters die respectievelijk in 2005 en 2007 zijn geboren. Presley trouwde in 2007 met Tyler Wood (ook bekend als Tyler Durden), destijds tevens werkzaam in de porno-industrie. Na de echtbreuk met Wood in 2008 begon Presley een relatie met Josh Lehman waarmee ze trouwden in 2010.

## Prijzen

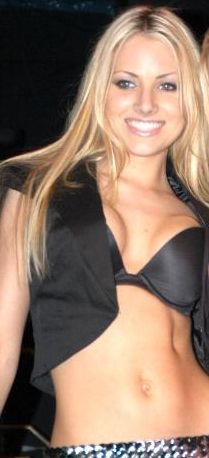
Teagan Presley

### XRCO
- 2005 Best New Starlet
- 2005 Teen Cream Dream
- 2005 Best 3-Way - Flesh Hunter 7
- 2009 Best Cumback

### Overige
- 2004 Rog Reviews Critic's Choice Award - Best Newbie
- 2004 CAVR Award - Starlet of the Year
- 2004 F.O.X.E. Award - Vixen
- 2004 Adam Film World Award - Best New Starlet
- 2007 F.A.M.E. Award - Favorite Ass
- 2008 Night Moves Adult Entertainment Award - Best Feature Dancer, Editors' Choice
- 2009 AVN Award - Best Solo Sex Scene - Not Bewitched XXX
- 2009 F.A.M.E. Award - Favorite Ass
- 2009 Exotic Dancer Awards - Adult Movie Feature of the Year
- 2009 Nightmoves - Best Feature Dancer
- 2010 AVN Award - Best All-Girl Group Sex Scene - Deviance (Eva Angelina, Teagan Presley, Sunny Leone & Alexis Texas)
- 2010 AVN Award - Best Solo Sex Scene - Not the Bradys XXX
- 2010 F.A.M.E. Award - Hottest Body